# Feixa Perduda
La Feixa Perduda és un paratge a cavall dels termes municipals de Sant Quirze Safaja, a la comarca del Moianès, i de Sant Feliu de Codines, al Vallès Oriental.
Està situada al costat i a sota de la masia del Maset, a l'esquerra de la capçalera del torrent de la Font de les Albes i a ponent de la Quintaneta.